# Betalaktamski antibiotik
Betalaktamski antibiotiki so velika skupina antibiotikov, ki vključuje peniciline (pename), cefalosporine (cefeme) in njune derivate (monobaktame in karbapeneme). Gre za vse antibiotične učinkovine, ki v svoji kemijski zgradbi vsebujejo betalaktamski obroč. Gre za najbolj razširjeno skupino antibiotikov.
Velikokrat v to skupino uvrščamo tudi zaviralce betalaktamaze, čeprav dejansko niso antibiotiki.

## Klinična uporaba
Betalaktamski antibiotiki se uporabljajo za zaščito pred okužbami in njihovo zdravljenje, kadar okužbo povzročajo bakterije, občutljive na to skupino antibiotikov. Prvotni predstavniki betalaktamskih antibiotikov so bili učinkoviti zlasti proti grampozitivnim bakterijam, vendar so novejši širokospektralni antibiotiki učinkoviti tudi proti različnim gramnegativnim bakterijam in tako se je razširila njihova uporaba.

## Mehanizem delovanja
Betalaktamski antibiotiki so baktericidi, kar pomeni, da ubijejo bakterijo. Zavrejo sintezo peptidoglikanskega ogrodja bakterijske celične stene. Peptidoglikanska plast je pomembna za strukturno celovitost celic, zlasti pri grampozitivnih bakterijah. Končno transpeptidacijo v sintezi peptidoglikana katalizira encim transpeptidaza (imenovana tudi penicilin vežoča beljakovina). Na ta encim se betalaktamske učinkovine vežejo in ga inaktivirajo.
Encim se veže na molekulo betalaktamskega antibiotika, ker je le-ta analog dipeptida D-alanin-D-alanin, ki se nahaja na koncu prekurzorskih peptidnih podenot NAM/NAG v nastajajoči peptidoglikanski verigi. Betalaktamska struktura se nepovratno veže na serinski aminokislinski ostanek v aktivnem mestu transpeptidaze, kar prepreči, da bi encim opravil končno premreženje (transpeptidacijo) peptidoglikanske mreže. 

## Odpornost proti betalaktamskim antibiotikom
Nekatere bakterije so razvile mehanizme, ki jim omogočajo odpornost proti betalaktamskim antibiotikom. Obstajata dva poglavitna mehanizma odpornosti:
- Nekatere bakterije tvorijo encim betalaktamazo, ki encimsko hidrolizira betalaktamski obroč v molekuli antibiotika in ga tako inaktivira. Bakterije lahko gen za betalaktamazo posedujejo kot podedovano lastnost, lahko pa ga pridobijo s pomočjo plazmida iz druge bakterijske celice. Ko je bakterija izpostavljena betalaktamskemu antibiotiku, lahko pride do povečanega izražanja tega gena.

Učinku betalaktamaz se lahko izognemo s sočasno uporabo zaviralca betalaktamaze, npr. klavulanske kisline.
- Drug poznan mehanizem odpornosti bakterij je sprememba v strukturi transpeptidaz in zaradi teh strukturnih sprememb se antibiotik ne more več tako učinkovito vezati nanje. Ta mehanizem je na primer značilen za proti meticilinu odporni S. aureus (MRSA) in za proti penicilinu odporni Streptococcus pneumoniae.

## Predstavniki

### Penicilini (penami)

#### Ozkospektralni
- občutljivi na β-laktamazo
  - benzatin penicilin
  - benzilpenicilin (penicilin G)
  - fenoksimetilpenicilin (penicilin V)
  - prokain penicilin

- odporni proti penicilazi
  - meticilin
  - oksacilin[2]
  - nafcilin
  - kloksacilin
  - dikloksacilin
  - flukloksacilin

- odporni proti β-laktamazi
  - temocilin

#### Srednjespektralni
- amoksicilin
- ampicillin

#### Širokospektralni
- koamoksiklav (amoksicilin + klavulanska kislina)

#### Z razširjenim spektrom
- azlocilin
- karbenicilin
- tikarcilin
- mezlocilin
- piperacilin

### Cefalosporini (cefemi)

#### Prva generacija
Imajo zmerno širok spekter delovanja.
- cefaleksin
- cefalotin
- cefazolin

#### Druga generacija
Zmerno širok spekter delovanja, učinkovitost proti hemofilusu.
- cefaklor
- cefuroksim
- cefamandol

#### Druga generacija – cefamicini
Zmerno širok spekter delovanja, učinkovitost proti anaerobnim bakterijam.
- cefotetan
- cefoksitin

#### Tretja generacija
Širok spekter.
- ceftriakson
- cefotaksim
- cefpodoksim

Širok spekter, učinkovitost proti psevdomonasu.
- ceftazidim

#### Četrta generacija
Širok spekter, povečana učinkovitost proti grampozitivnm bakterijam in betalaktamazi.
- cefepim
- cefpirom

### Karbapenemi in penemi
Najširši spekter med vsemi betalaktami.
- imipenem (s cilastatinom)
- meropenem
- ertapenem
- faropenem
- doripenem

### Monobaktami
Za razliko od drugih betalaktamov monobaktami nimajo na betalaktamski obroč pripetega še druge obročne strukture.
- aztreonam (Azactam)
- tigemonam
- nokardicin A
- tabtoksinin-β-laktam

### Zaviralci betalaktamaze
Te učinkovine pravzaprav niso antibiotiki, saj izkazujejo zanemarljivo antibiotično aktivnost, vendar pa v svoji zgradbi vsebujejo betalktamski obroč. Uporabljajo se za zaviranje delovanja betalaktamaz in se dajejo skupaj z betalaktamskimi antibiotiki.
- klavulanska kislina
- tazobaktam
- sulbaktam

## Neželeni učinki
Med pogostejšimi neželenimi učinki betalaktamskih antibiotikov so driska, siljenje na bruhanje, izpuščaj, koprivnica, naknadne okužbe (superinfekcije), vključno s kandidozo.
Redkeje se pojavijo vročina, bruhanje, rdečina, dermatitis, angioedem, psevdomembranski kolitis.
Pri parenteralni uporabi se občasno pojavita bolečina in vnetje na mestu injiciranja.

### Preobčutljivost
Pri do 10 % bolnikov se lahko pojavi preobčutljivostna reakcija. Huda, življenjsko ogrožajoča preobčutljivostba reakcija, anafilaksa, se pojavi pri okoli 0,01 % bolnikov.